# Javier Corcuera
Javier Corcuera Andrino (Lima, 10 de marzo de 1967) es un director y guionista de documentales peruano. Entre sus obras figuran La espalda del mundo, Invierno en Bagdad, Invisibles (cap. La voz de las piedras), Sigo siendo (Kachkaniraqmi) y El viaje de Javier Heraud.

## Carrera
Javier Corcuera cursó sus estudios de cine en Perú y se licenció en ciencias de la imagen en la Universidad Complutense de Madrid. Su primer largometraje, La espalda del mundo, producida por Elías Querejeta, adopta tres relatos con el tema de las violaciones de los derechos humanos en EE. UU., Turquía y Perú. Por este se le concedió el Premio de la Crítica Internacional en el Festival Internacional de Cine de San Sebastián (2000) y el premio OCIC del Festival Internacional del Nuevo Cine Latinoamericano de La Habana. Es director y fundador del Festival Internacional de cine del Sahara (FiSahara) desde 2003.
Su segundo largometraje se titula La guerrilla de la memoria (2002), donde se remonta a una parte de la historia de España que ya había quedado olvidada. La película trata de un grupo de hombres y mujeres que, terminada la guerra civil, se niegan a admitir la derrota y siguen luchando en los montes de España contra Franco.
En el 2004 participa en la película En el mundo, a cada rato, junto a cuatro directores más. Esta es un quinteto de cortometrajes que tratan el tema de la infancia en cinco lugares del mundo. Corcuera dirige el relato titulado Hijas de Belén, filmado en Iquitos.
En el 2005 realizó su siguiente largometraje, Invierno en Bagdad, producido por Elías Querejeta. Este se rodó antes y durante la ocupación norteamericana en Irak. Además, recibió el premio a Mejor película documental en el Festival de Málaga de Cine Español (2005), Mejor película documental del festival Internacional de Cine Latino de Los Ángeles (2005), entre otros.
El 2007 obtuvo el Goya de la Academia de las Artes y las Ciencias Cinematográficas de España por Invisibles, producida por Javier Bardem. En este realizó el capítulo La voz de las piedras sobre la guerra interna en Colombia. Luego realiza Check Point Rock o Canciones desde Palestina, un documental sobre la ocupación en Palestina desde la mirada de sus músicos.
Sigo siendo (Kachkaniraqmi) ganó el Festival de Cine de Lima como Mejor Película Documental Latinoamericana (Lima, 2013) entre otros 15 premios internacionales.
En abril de 2022 le fue otorgada la distinción por trayectoria profesional en Espiello, el Festival Internacional de Documental Etnográfico de Sobrarbe, en la comarca homónima en el norte de Aragón en España.

## Filmografía y premios

### Cine
| Documental | Fecha y lugar                        | Algunos premios |
| --- | ------------------------------------ | --- |
| El viaje de Javier Heraud | 2019 Perú                            | |
| Sigo siendo (Kachkaniraqmi) | Ago-2013 Perú                        | - Festival de Cine de Lima. Mejor documental. Perú - Festival Cine las Américas. Texas. Premio del público. Estados Unidos - Encuentro mundial de Cine. Houston. Mejor documental. Estados Unidos - Clam Festival de Cine Solidario de Navarcles. Premio del jurado. Barcelona – España - Festival Internacional de la Luz. Mejor dirección de fotografía. Colombia - Cine a Contracorriente. Premio Raíces. Colombia - Ventana Andina. Mejor película y mejor fotografía. Argentina - Premio a Mejor documental en el Festival de Cine al Pasto. Colombia - Mejor documental en el Festival Internacional de Cine de Caracas. Venezuela - Mejor banda sonora y Mejor fotografía Festival de Cine Tres Fronteras. Argentina - Mejor documental. Festival de Cine Migrante. Argentina - Mention to the Best Technical-artistic contribution to the music Overlook Film Festival. Italia - Best feature film at Pachamama Cinema de Fronteira Film Festival. Brasil - Best editing Doker Moscow Documentary Film Festival. Rusia |
| Checkpoint Rock | Oct-2009 Palestina-Israel            | - Premio al mejor Documental en el Festival Internacional de Cine Euro-Árabe AMAL |
| Invisibles (película) (capítulo : LAS VOCES DE LAS PIEDRAS) (Dirección : Javier Corcuera Andrino, Isabel Coixet, Mariano Barroso, Fernando León de Aranoa y Wim Wenders.) | Oct-2007 Colombia                    | - Premios Goya de la Academia de las Artes y las Ciencias Cinematográficas de España a la Mejor Película Documental de 2008. |
| Invierno en Bagdad 2005 | Set-2004 Bagdad (Irak)               | - Mejor Película Documental Festival de Málaga de Cine Español 2005 (España) - Mejor Película Documental Festival Internacional de Cine Montevideo 2006 (Uruguay) |
| En el mundo a cada rato (Hijas de Belén) | Oct-2004 Perú-India-Argentina-Guinea | - |
| La Guerrilla de la Memoria | 2001 España                          | - |
| La espalda del mundo | Sept-2000 Perú-Turquía-Suecia-USA    | - Premio a la Crítica Internacional en el Festival Internacional de Cine de San Sebastián 2000 (España) - Mejor ópera prima, Festival de Tudela ( 2000, España) |

### Documentales para televisión
| N   | Documental                                    | Fecha y lugar                              |
| --- | --------------------------------------------- | ------------------------------------------ |
| 1.ª | Condenados al Corredor (60 min.)              | Sept-2002                                  |
| 2.ª | Doñana, Memoria de un desastre (60 min.)      | Sept-1998                                  |
| 3.ª | Making of de la película "Familia" (45 min.)  | Sept-1997                                  |
| 4.ª | "Izbjeglice", Refugiados (35 min.)            | Sept-1995 Territorios de la Ex-Yugoslavia. |
| 5.ª | Minuesa, Una Ocupación con Historia (30 min.) | Oct-1995                                   |
| 6.ª | Perú, Presos Inocentes (35 min.)              | Mar-1995                                   |
| 7.ª | Chiapas, Hablan los Rebeldes (60 min.)        | May-1995                                   |